# Baulon
Pour le joueur français de rugby à XV, voir Robert Baulon.
Baulon est une commune du département d'Ille-et-Vilaine, dans la région Bretagne, en France. Elle se situe en Haute-Bretagne — partie orientale de la Bretagne. Ses habitants sont appelés les Baulonnais et les Baulonnaises.
Située sur l'arc atlantique européen, Baulon compte 2 179 habitants. La ville fait partie de l'aire urbaine de Rennes, qui comprend 727 357 habitants en 2016. Baulon fait également partie de Vallons de Haute-Bretagne Communauté depuis 2014.
L'histoire de Baulon couvre une période de plusieurs siècles. À l'époque gallo-romaine, les Romains auraient établi un camp au Châtellier. La ville voit son pouvoir politique s'accroitre au Moyen Âge et à l'Époque Moderne en devenant successivement la seigneurie de la Musse puis le comté de la Musse. Restée majoritairement rurale jusqu'à la fin du XXe siècle, Baulon se développe véritablement à partir du XXIe siècle.

## Géographie

### Localisation
Baulon est une commune située à 25 km au sud-ouest de Rennes. La ville est à mi-chemin entre deux mers, l'Atlantique et la Manche à distance égale d'environ 72 km. Baulon est peu éloigné de la forêt de Paimpont.

### Communes limitrophes
| Maxent | Saint-Thurial       | Goven   |
| Maxent | Baulon              | Lassy   |
| Bovel  | La Chapelle-Bouëxic | Guignen |

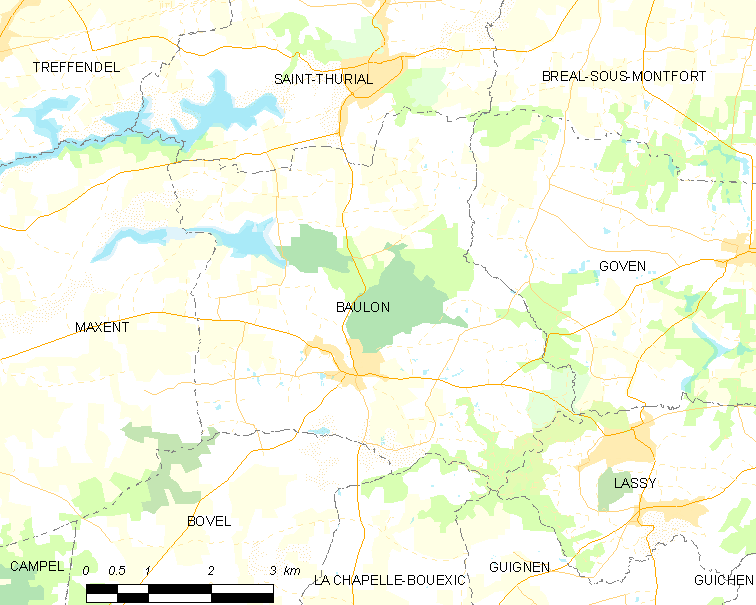
Carte de Baulon et des communes avoisinantes.

Les communes voisines de Baulon sont Goven, Lassy, Guignen, La Chappelle-Bouëxic, qui faisait autrefois partie de Guignen, Bovel, détaché de Maure en 1836, Maxent, Saint-Thurial et Bréal-sous-Montfort.

### Relief
Le territoire de la commune est fort irrégulier : son relief est marqué par des plaines, des vallées creusées par le Canut et des vallons ; son altitude est comprise entre 48 et 124 mètres (près du lieu-dit "Le Chêne", dans la partie nord de la commune) et 48 mètres (dans la vallée du Canut, au sud-est du finage communal) ; le bourg est vers 110 mètres d'altitude.

### Cadre géologique

Carte géologique du Massif armoricain.

Baulon est localisée dans le domaine centre armoricain, dans la partie médiane du Massif armoricain qui est un socle ouest-européen de faible altitude (maximum 400 m), caractérisé par des surfaces d'aplanissement et qui résulte d'une histoire complexe composée de trois orogenèses : icartienne (Paléoprotérozoïque,ca. 2,2-1,8 Ga), cadomienne (Édiacarien 750-540 Ma) et surtout varisque (ou hercynienne, au Dévonien-Carbonifère, 420-300 Ma). La structure du Massif armoricain résulte de la superposition de l'héritage de ces deux derniers orogènes.
Le sous-sol de Baulon est constitué de schiste pourpré parfois mélangé de glaise.
Entre Lassy et Baulon un anticlinal de schistes rouges (pourpres) relève et subdivise en deux parties le synclinorium de grès armoricain dit de Martigné-Ferchaud.

### Hydrographie
Pour un article plus général, voir Réseau hydrographique d'Ille-et-Vilaine.
La commune est située dans le bassin Loire-Bretagne. Elle est drainée par le Canut, la Fontaine du Rozay, le ruisseau de Bondus, le ruisseau de Froquet, le ruisseau de la Crublais, le ruisseau des Landes blanches et le ruisseau des Vallées de Launay,,. Elle est limitée au sud-ouest par le ruisseau du Rozay venu de Maxent qui alimente l'étang de Bélouze, serpente ensuite dans de profondes vallées et se jette dans le Canut. Cette rivière venant de Plélan-le-Grand limite le territoire communal au nord et à l'est, traversant le Grand et Petit Étang de la Musse, celui de la Chèze, du Pont-au-Prieur et du Ritoire.
Le Canut (Saint-Senoux), d'une longueur de 45 km, prend sa source dans la commune de Plélan-le-Grand et se jette  dans la Vilaine à Saint-Senoux, après avoir traversé huit communes.

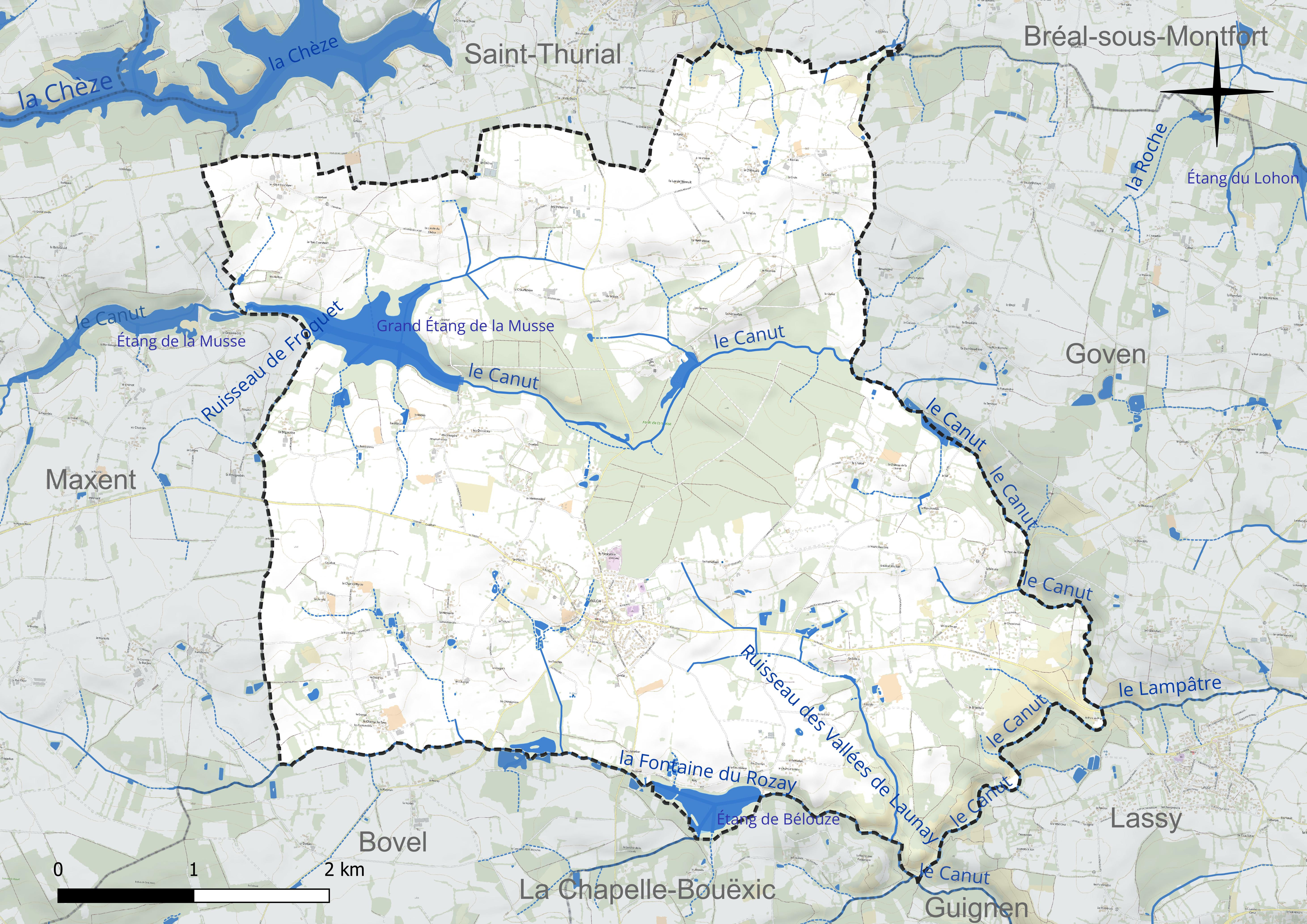
Réseau hydrographique de Baulon.

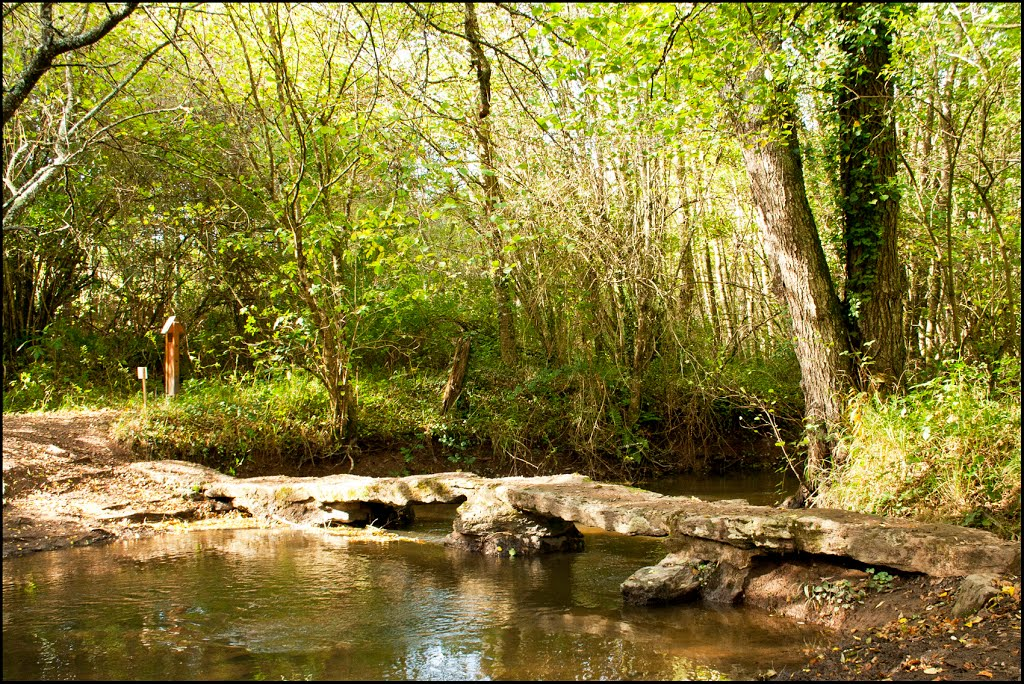
Le Canut à Baulon.
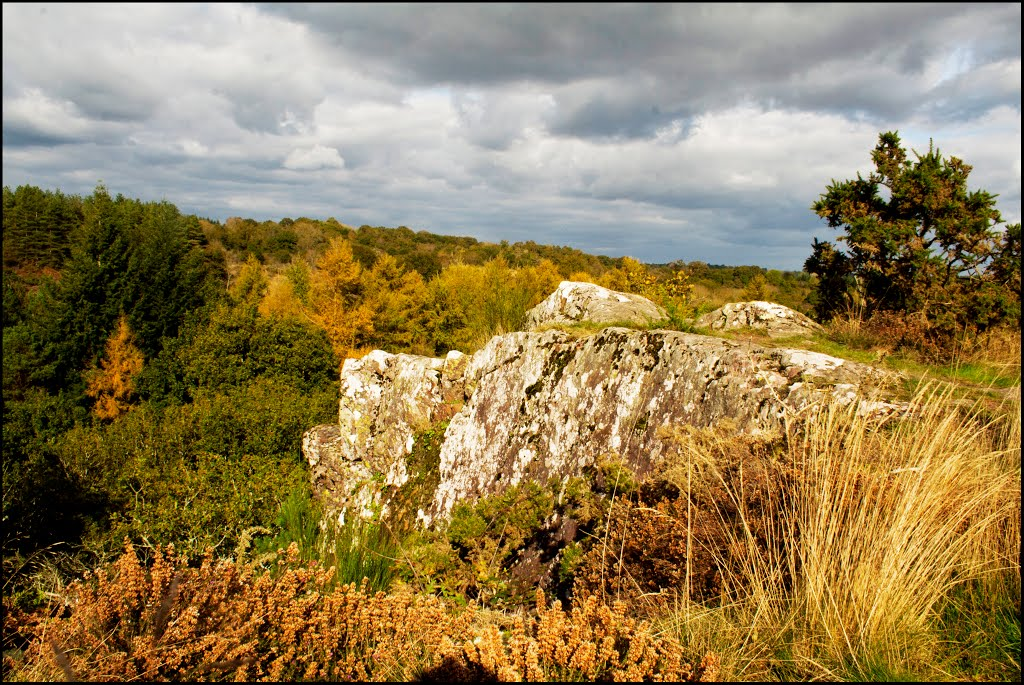
Rocher et landes dans la vallée du Canut.
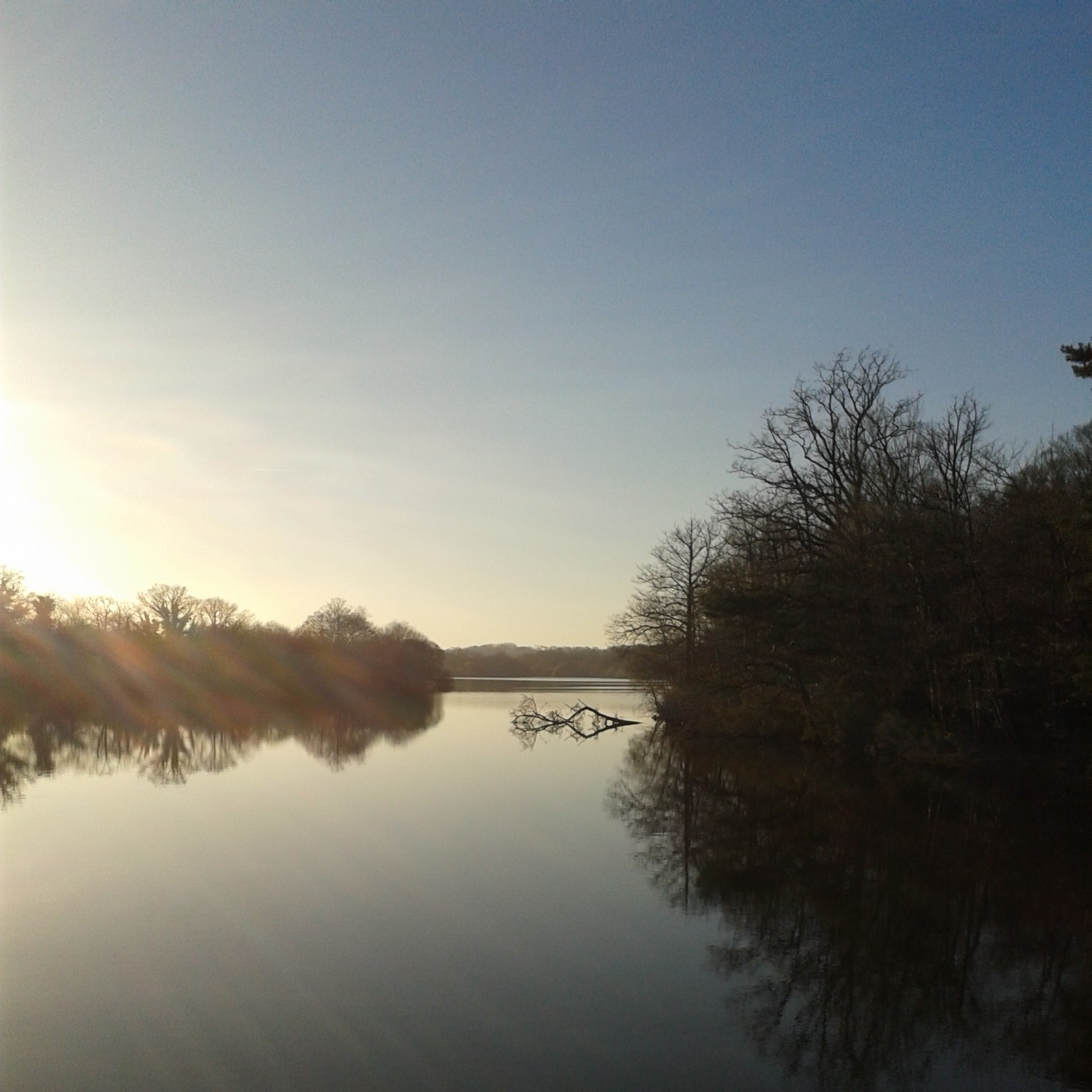
Le grand étang de la Musse.
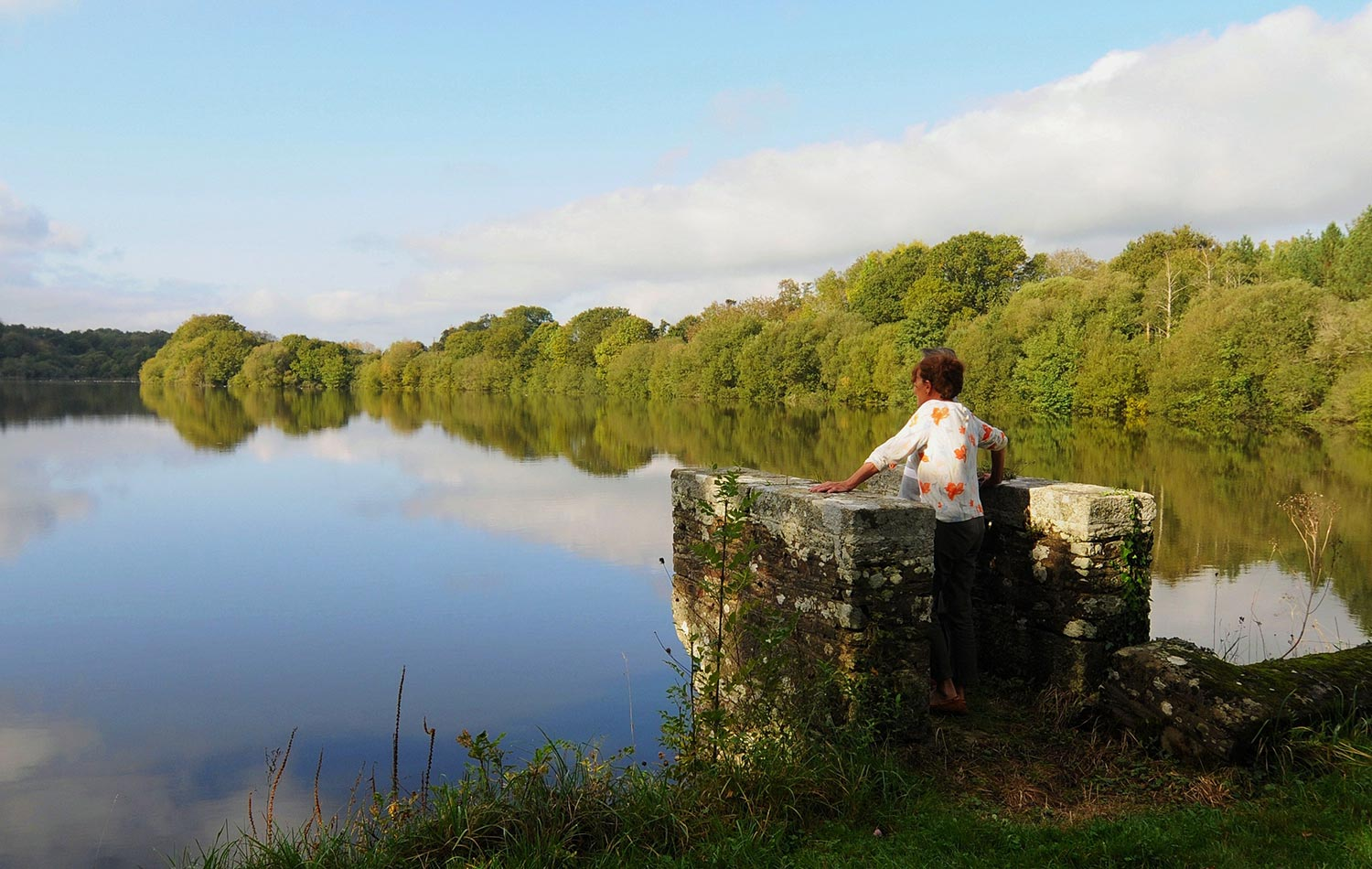
L'étang de Bélouze.

Trois plans d'eau complètent le réseau hydrographique : le Grand étang de la Musse (35,87 ha), le Petit étang de la Musse (3,4 ha) et l'étang de Bélouze, d'une superficie totale de 14,3 ha (14,19 ha sur la commune),.

### Climat
Pour des articles plus généraux, voir Climat de la Bretagne et Climat d'Ille-et-Vilaine.
En 2010, le climat de la commune est de type climat océanique altéré, selon une étude du CNRS s'appuyant sur une série de données couvrant la période 1971-2000. En 2020, Météo-France publie une typologie des climats de la France métropolitaine dans laquelle la commune est exposée à un climat océanique et est dans la région climatique  Bretagne orientale et méridionale, Pays nantais, Vendée, caractérisée par une faible pluviométrie en été et une bonne insolation. Parallèlement l'observatoire de l'environnement en Bretagne publie en 2020 un zonage climatique de la région Bretagne, s'appuyant sur des données de Météo-France de 2009. La commune est, selon ce zonage, dans la zone « Intérieur Est », avec des hivers frais, des étés chauds et des pluies modérées.
Pour la période 1971-2000, la température annuelle moyenne est de 11,3 °C, avec une amplitude thermique annuelle de 12,8 °C. Le cumul annuel moyen de précipitations est de 797 mm, avec 12,7 jours de précipitations en janvier et 6,8 jours en juillet. Pour la période 1991-2020, la température moyenne annuelle observée sur la station météorologique la plus proche, située sur la commune du Rheu à 16 km à vol d'oiseau, est de 12,2 °C et le cumul annuel moyen de précipitations est de 720,4 mm,. Pour l'avenir, les paramètres climatiques de la commune estimés pour 2050 selon différents scénarios d'émission de gaz à effet de serre sont consultables sur un site dédié publié par Météo-France en novembre 2022.

### Habitat et paysages
Le site choisi pour le développement du centre-ville est celui d'un promontoire dominant la vallée du Canut. De nombreux autres hameaux, autrefois appelés « villages », sont répartis sur tout le territoire communal : le Breil, la Chesnuais, la Hamonière, la Chèze, la Rouillais, la Violais, la Briantais, la Huttais, la Rennelais, les Champs, et bien d'autres.
Le paysage agraire traditionnel était le bocage ; il a largement disparu en raison du remembrement réalisé dans la décennie 1980.

### Biodiversité

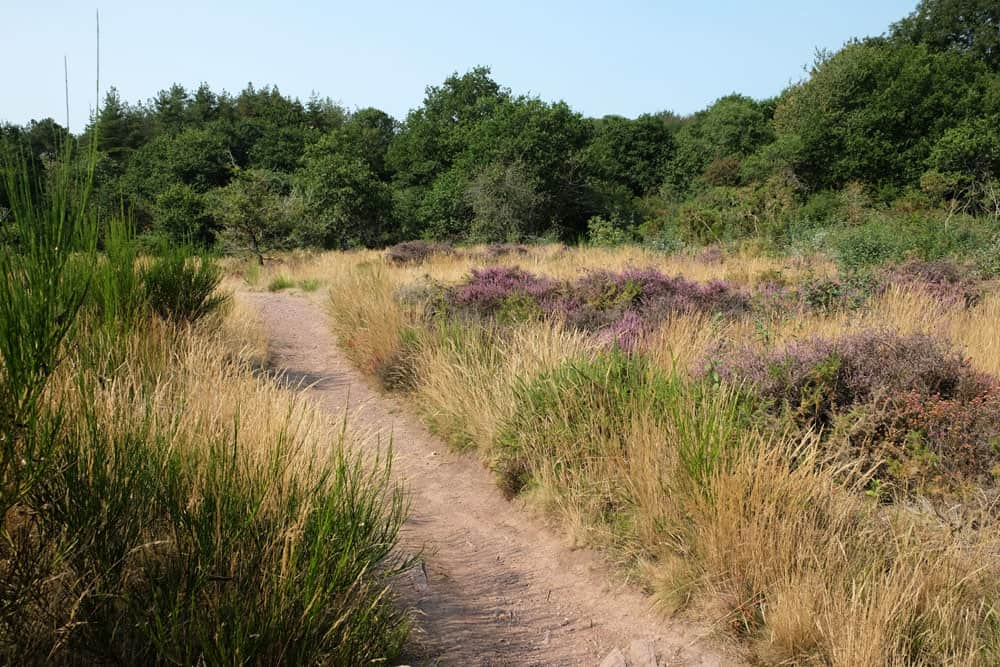
Landes dans la vallée du Canut.

Du point de vue de la richesse de la flore, Baulon compte parmi les communes du département possédant dans leurs différents biotopes le plus de taxons, soit 517 pour une moyenne communale de 348 taxons et un total départemental de 1 373 taxons (118 familles). On compte notamment 44 taxons à forte valeur patrimoniale (total de 207), 24 taxons protégés et 30 appartenant à la liste rouge du Massif armoricain (total départemental de 237).

### Transports
Baulon est desservi principalement par la D 38 (qui, côté est, vient de Guichen, via Lassy , côté ouest, se dirige vers Maxent) et par la D 69 qui vers le nord va vers Saint-Thurial et vers le sud vers La Chapelle-Bouëxic

## Urbanisme

### Typologie
Au 1er janvier 2024, Baulon est catégorisée commune rurale à habitat dispersé, selon la nouvelle grille communale de densité à sept niveaux définie par l'Insee en 2022.
Elle est située hors unité urbaine. Par ailleurs la commune fait partie de l'aire d'attraction de Rennes, dont elle est une commune de la couronne,. Cette aire, qui regroupe 183 communes, est catégorisée dans les aires de 700 000 habitants ou plus (hors Paris),.

### Occupation des sols
L'occupation des sols de la commune, telle qu'elle ressort de la base de données européenne d'occupation biophysique des sols Corine Land Cover (CLC), est marquée par l'importance des territoires agricoles (75,8 % en 2018), une proportion sensiblement équivalente à celle de 1990 (76,3 %). La répartition détaillée en 2018 est la suivante :
zones agricoles hétérogènes (36,7 %), prairies (21,5 %), terres arables (17,5 %), forêts (17,5 %), milieux à végétation arbustive et/ou herbacée (2,8 %), zones urbanisées (2,3 %), eaux continentales (1,6 %). L'évolution de l'occupation des sols de la commune et de ses infrastructures peut être observée sur les différentes représentations cartographiques du territoire : la carte de Cassini (XVIIIe siècle), la carte d'état-major (1820-1866) et les cartes ou photos aériennes de l'IGN pour la période actuelle (1950 à aujourd'hui).

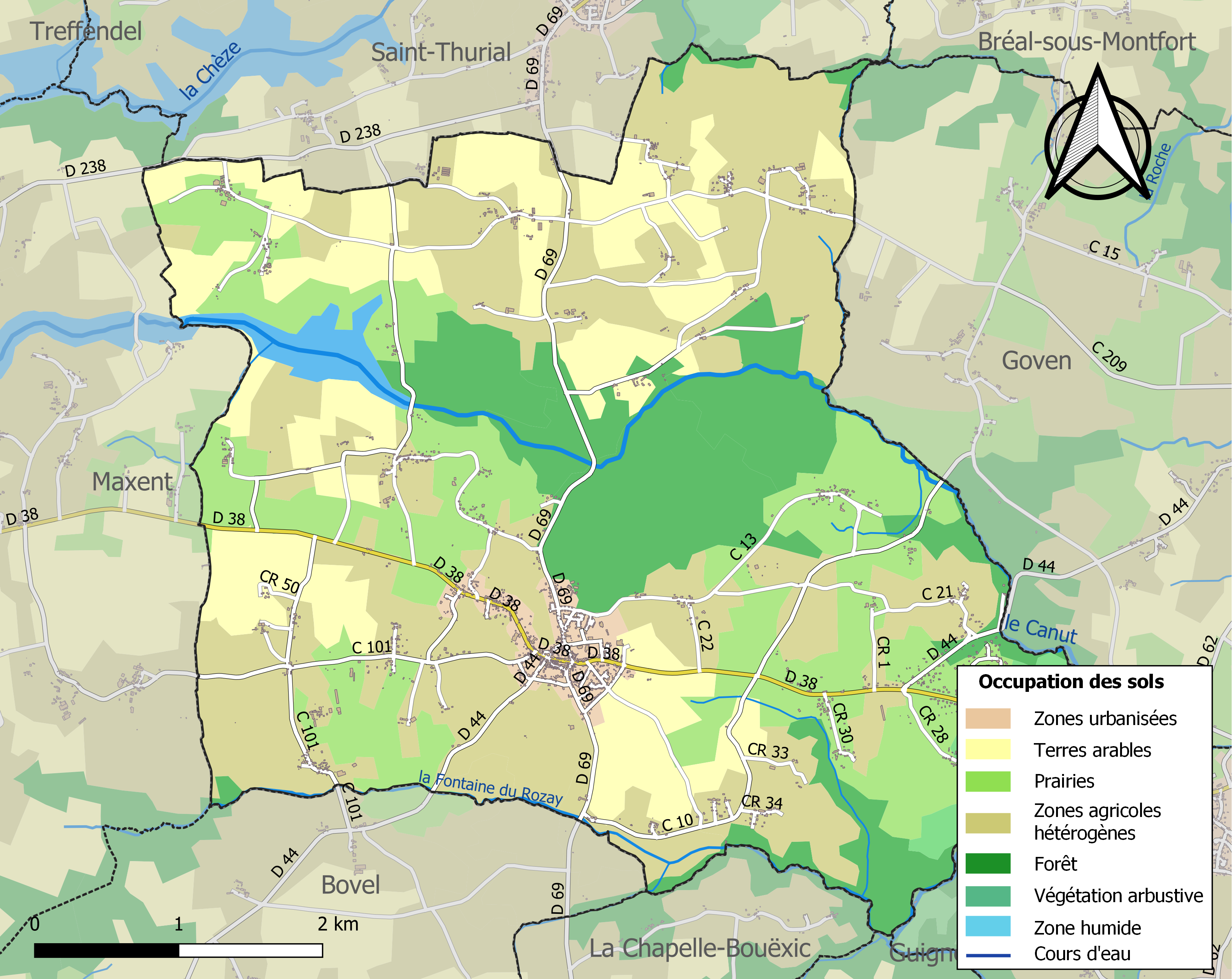
Carte des infrastructures et de l'occupation des sols de la commune en 2018 (CLC).

## Toponymie
Le nom de la commune est attesté pour la première fois en 843 par la charte de Anowareth, qui nomme toutes les paroisses limitrophes d'Anast (nom breton de Maure-de-Bretagne).

« Les terres dudit Seigneur sont limitées au Nord par le Beingloen Vicaria, au Sud par le ruisseau du Roasay et les landes d'Anast. »

Le ruisseau du Rosay, ou Rozay, alimente encore aujourd'hui l'étang de Bélouze, de même que les landes de Natz ; donc le Beingloen Vicaria est la paroisse de Baulon.
Le nom de la localité est ensuite attesté sous différentes formes : Plebe Bicloen ou Biclon en 869 ; puis Beaulon ou Baulon au XIIe siècle ; et enfin Boulon en 1630.
Si la division du territoire, au point de vue religieux, était sensiblement la même qu'actuellement à Baulon, il n'en est pas de même pour les juridictions civiles. Ainsi, la paroisse de Baulon faisait elle-même partie de la seigneurie de la Musse ou Muce, d'abord baronnie, puis érigée en comté par le roi Louis XIII en 1621.
Le nom de la commune en gallo est Baolon.

## Histoire

### Chronologie

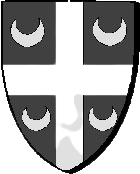
Blason de la famille Grignart de Champsavoy.

- Ve siècle - VIIe siècle : des moines Bretons, chassés par les Anglo-Saxons de Grande-Bretagne, défrichent la forêt, construisent un monastère près du Petit Étang de la Musse et fondent Baulon.
- XIVe siècle : la seigneurie de la Motte est aux mains de la maison des Baulon.
- 1401 : la seigneurie de la Musse passe dans la maison des Brullon.
- 1574 : construction de la Geôle.
- 1621 : la seigneurie de la Musse, d'abord baronnie, est érigée en comté.
- 1725 : la seigneurie de la Musse passe dans la maison des Grignard de Champsavoy.
- 17 décembre 1789 : création de la commune de Baulon.
- 1792 - 1800 : la Chouannerie.
- 1810 : début de la construction du château de la Grande Musse.
- 1870 - 1871 : guerre franco-allemande, suivie d'une grande misère à Baulon.
- 1914 - 1918 : guerre.
- 1939 - 1945 : guerre et occupation de Baulon.
- 2014 : Baulon intègre Vallons de Haute-Bretagne Communauté.
- 2020 - 2021 : une épidémie provoquée par le coronavirus SARS-CoV-2 se propage, Baulon est confinée.

### Préhistoire et Antiquité
Baulon fut habité dès l'époque du néolithique, si l'on en juge par les haches de pierre trouvées en différents points de son territoire : à Crambert, aux Métairies, au Champs-du-Four, à Boutard.
Aux premiers siècles de l'ère chrétienne, les Romains occupent la Bretagne et auraient établi à Baulon un camp, au Châtellier, près de la voie romaine conduisant de Condate (Rennes) à Darioritum (Vannes), appelée Le Chemin-Ferré. Ni le camp, qui n'aurait été qu'une simple enceinte terroyée, ni le tronçon de voie romaine n'ont été formellement attestés.

### Moyen Âge
Au Ve siècle, après la chute de l'Empire romain, les Bretons, chassés par les Anglo-Saxons de Grande-Bretagne, se réfugient dans la partie occidentale de l'Armorique, qui devient la Bretagne. À Baulon, où actuellement près de 11 % des micro-toponymes de la commune sont d'origine bretonne, ils choisissent leur domaine et fondent un monastère, sans doute à gauche de la Musse, près du Petit Étang.
Outre ce petit monastère, Baulon possédait un autre centre de culte autour duquel s'est édifié le bourg actuel.
Une charte conservée dans le cartulaire de l'Abbaye de Redon indique qu'en 869, la noble Roiantdreh adopte comme fils et héritier le roi de Bretagne Salomon, se plaçant de fait sous la protection de ce dernier. L'acte est passé dans la paroisse de Baulon (in plebe [...] Bicloen) dans le Poutrocoët (in pago trans silvam), où se rencontrent donc les deux signataires.
Au XIVe siècle, la seigneurie de la Muce-Baulon appartient aux seigneurs de Baulon (leur demeure initiale se situait dans la motte féodale près du pont qui enjambe le ruisseau de la fontaine du Rozay). Le blason de Baulon « de vair au sautoir de gueules » est daté de 1378. La famille de Baulon s'éteint à la fin du XVe siècle.

### Époque moderne

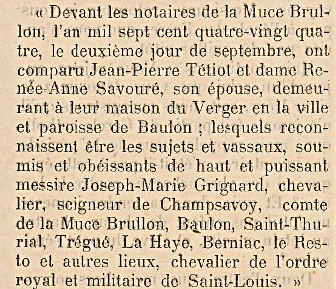
Les droits féodaux du comte de la Muce Brullon Joseph-Marie Grignard, seigneur de Champsavoy en 1784 (partie 1).

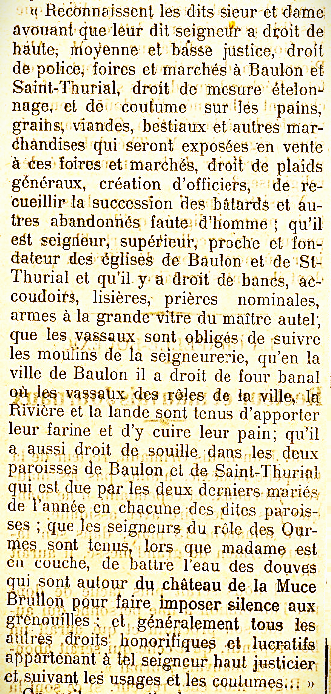
Les droits féodaux du comte de la Muce Brullon Joseph-Marie Grignard, seigneur de Champsavoy en 1784 (partie 2 évoquant notamment le "droit de grenouillage").

La famille de Brullon succède aux Baulon à partir de 1401. Le duc de Bretagne Pierre II donne le 12 novembre 1455 par lettres patentes à Yves Brullon, seigneur de la Muce, le titre de banneret pour lui et ses descendants. Les Brullon font construire des halles et organisent des foires à partir de 1574. En 1584, Pierre Brullon reçoit du roi, Henri III de France, le droit de rendre la justice dans la seigneurie de la Musse [Muce]. Il fait édifier « la maison de la geôle » qui sert de cour de justice et de prison.
Au XVIIIe siècle trois foires importantes se tenaient à Baulon :
- le 4 février à la Saint-Blaise,
- le 26 juillet à la Sainte-Anne,
- le 14 septembre à la Sainte-Croix.

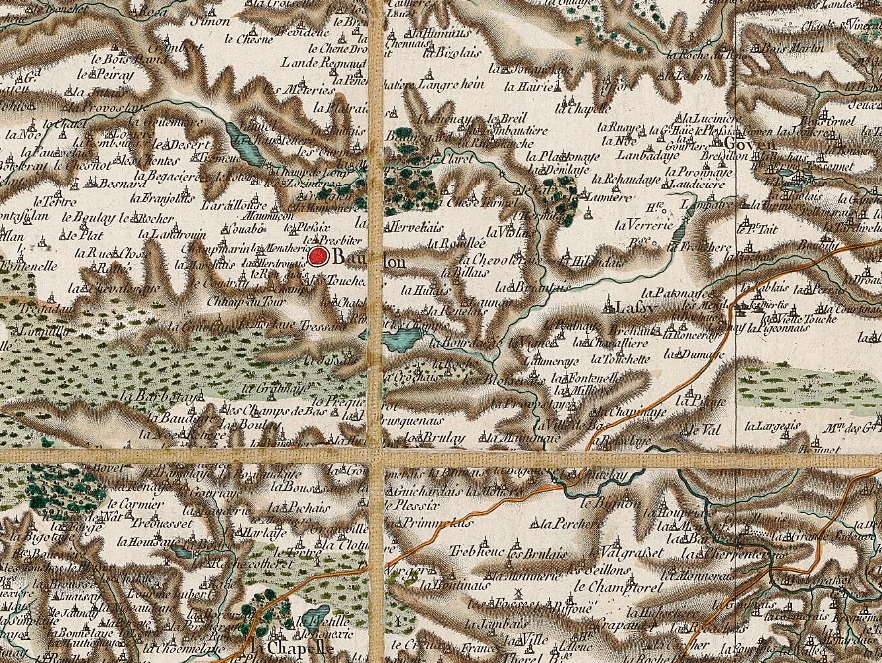
Carte de Cassini de la paroisse de Baulon et de ses environs (1785).

Jean-Baptiste Ogée décrit ainsi Baulon en 1778 :

« Baulon ; à 16 lieues au sud de Saint-Malo, son évêché ; à 5 lieues un quart de Rennes, son ressort ; et à 2 lieues un quart de Plélan, sa subdélégation. La cure se présente par l'Abbé de Montfort. On y compte 1 700 communiants. Il s'exerce deux hautes et une moyenne justice avec droits de coutume, geôle, prison , etc.. dans cette paroisse, où il y a marché tous les mardis, et trois foires par an.
Ce territoire est fort irrégulier ; on y voit des plaines , des vallons, et des montagnes [sic]. Il est couvert d'arbres (bocage), et de quelques bois dont le plus considérable est celui qui porte le nom de la paroisse, et qui peut avoir 1 lieue de circonférence. Les terres en travail sont de bonne qualité. Ce pays, comme presque toutes les paroisses de cette province, ne manque pas de landes. »

Le château de la Muce était ainsi décrit en 1778 : « Ce château a trois cours ; celle de la maison forme une île, au milieu d'un bel étang toujours entretenu d'eaux fraîches qui viennent d'un des plus beaux et des plus grands étangs de la province, qui se trouve au dessus. La seconde cour est entourée des mêmes eaux, avec des tours et des remparts qui annoncent que ce château était jadis très fortifié ».

### Révolution française

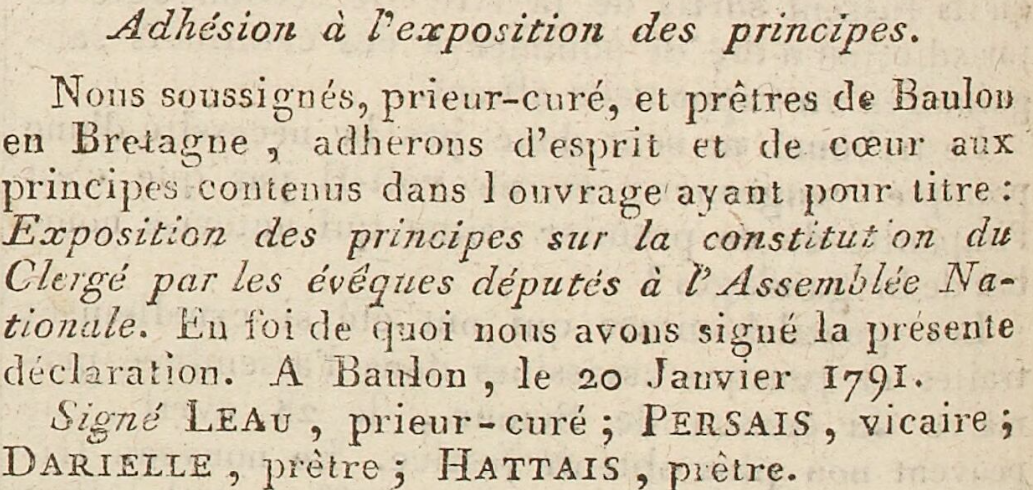
Déclaration des prêtres de Baulon publiée le 2 février 1791 dans L'Ami du Roi, des Français, de l'ordre et surtout de la vérité.

La population de la commune est favorable aux changements apportés par la Révolution française, surtout après la fin de la Terreur. La principale fête révolutionnaire est celle célébrant l'anniversaire de l'exécution de Louis XVI, accompagnée d'un serment de haine à la royauté et à l'anarchie, fêtée à partir de 1795. Baulon fête aussi la création de la République.
Baulon fut en 1793 chef-lieu d'un canton qui comprenait aussi les communes de Lassy et Goven ; ce canton fut supprimé en 1801 et Baulon fut alors incorporé au canton de Guichen.

### LeXIXesiècle
Guy de Champavoy, de Baulon, qui vivait au château de Musse, émigré, sous-lieutenant dans le régiment du Dresnay dans l'armée des Princes, a son nom sur le monument d'Auray commémorant les victimes de l'expédition de Quiberon à la Chartreuse d'Auray.
A. Marteville et P. Varin, continuateurs d'Ogée, décrivent ainsi Baulon en 1843 :

« Baulon : commune formée de l'ancienne paroisse de ce nom ;aujourd'hui succursale. (..) Principaux villages : le Haut et le Bas-Crambert, les Métairies, le Breil, la Penhatière, la Violais, la Briantais, Launay, Rivy, le Champ-du-Four, le Plessix, la Bégacière, Monmuçon. Superficie totale ; 2 501 hectares 58 ares, dont (..) terres labourables 1 248 ha, prés et pâturages 256 ha, bois 234 ha, vergers et jardins 22 ha, landes et incultes 552 ha, étangs 76 ha (..). Moulins : 3 (de la Muce, grand et petit ; de Belouze). Les châteaux de la Muce, dont l'un est moderne et l'autre ancien : ce dernier, situé au milieu des bois, et entouré d'eaux, semble, comme son nom l'indique, avoir été primitivement construit pour servir de cachette ou de retraite. La petite rivière du Canut sort du grand étang de la Muce, qu'elle traverse, forme le petit et une partie de celui de la Chaise [Chèze] : ce cours d'eau sert de limite à l'ouest. L'étang de la Chaise est compris aussi en Baulon. Le ruisseau qui en sort sert de limite au sud, avec celui du Rosay. Foires le 4 février, le 23 mai, le 26 juillet, le 14 septembre. Marché tous les mardis. Géologie : le sol repose sur des quartzites. On parle le français [en fait le gallo]. »

En mars 1848 le maire Joseph Jubaud fut révoqué et remplacé par un autre cultivateur : Daniel. À cette nouvelle le conseil municipal démissionna collectivement. Il était « composé, en partie, de gens qui signaient avec une croix, au lieu de lettres, aimaient, vénéraient, adoraient un grand propriétaire de l'endroit et le servaient avec fidélité ; (..) le nouveau maire est au contraire opposé à cette domination légitimiste.
Auguste Ganche fut médecin de campagne à Baulon à la fin du XIXe siècle ; son fils écrit notamment dans la biographie qu'il lui a consacrée ce médecin de campagne dont la vie « appartenait toute entière aux malades, à toutes les heures du jour et de la nuit ».
Une rivalité traditionnelle opposait les jeunes gens du bourg et ceux des villages de la commune : le 1er janvier 1888 une rixe, après forces libations dans les cabarets, provoqua la mort de l'un d'entre eux : Mathurin Gouéry, un boucher du bourg. L'auteur présumé des coups portés fut acquitté, faute de preuves suffisantes, par la Cour d'Assises d'Ille-et-Vilaine.
La décision d'ouverture d'une recette postale à Baulon est prise en novembre 1890.

### LeXXesiècle

#### La Belle Époque

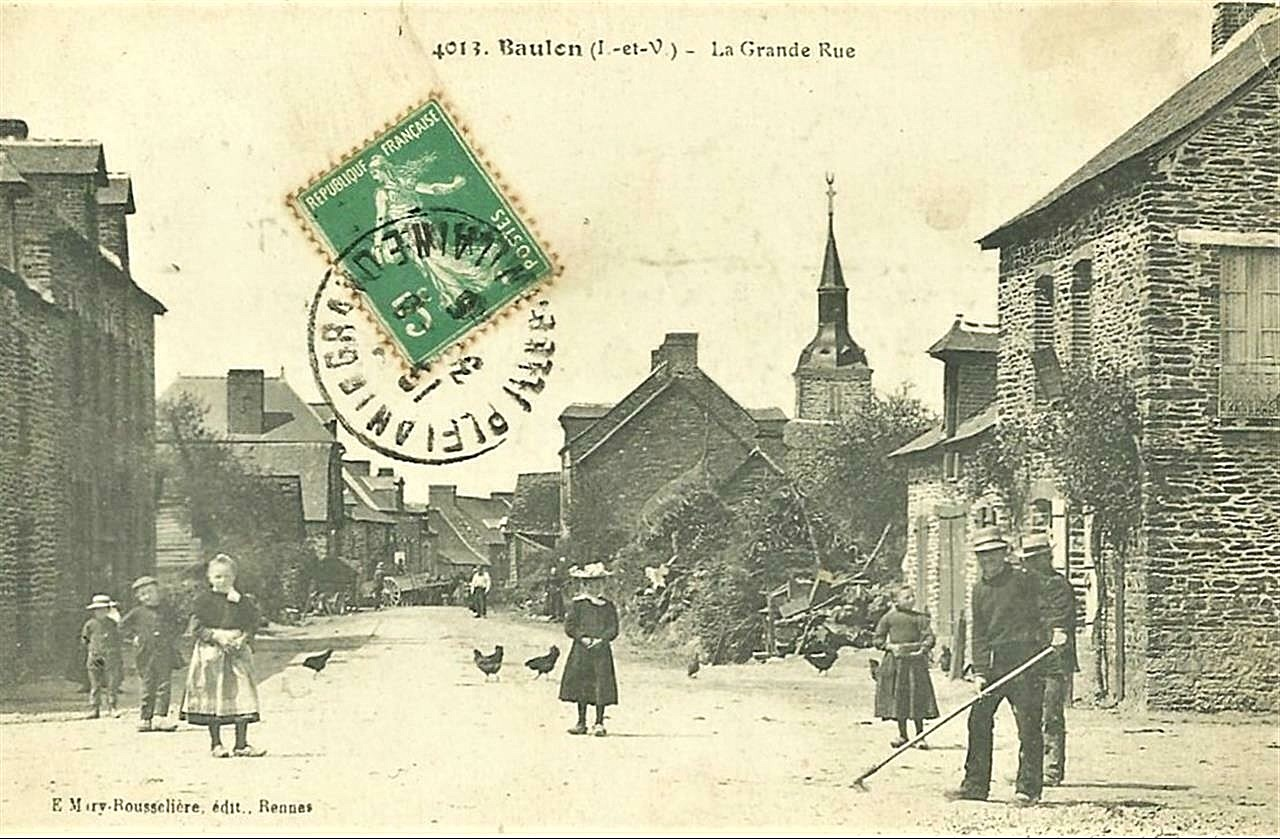
Baulon ː la rue principale du bourg au début du XXe siècle (carte postale).
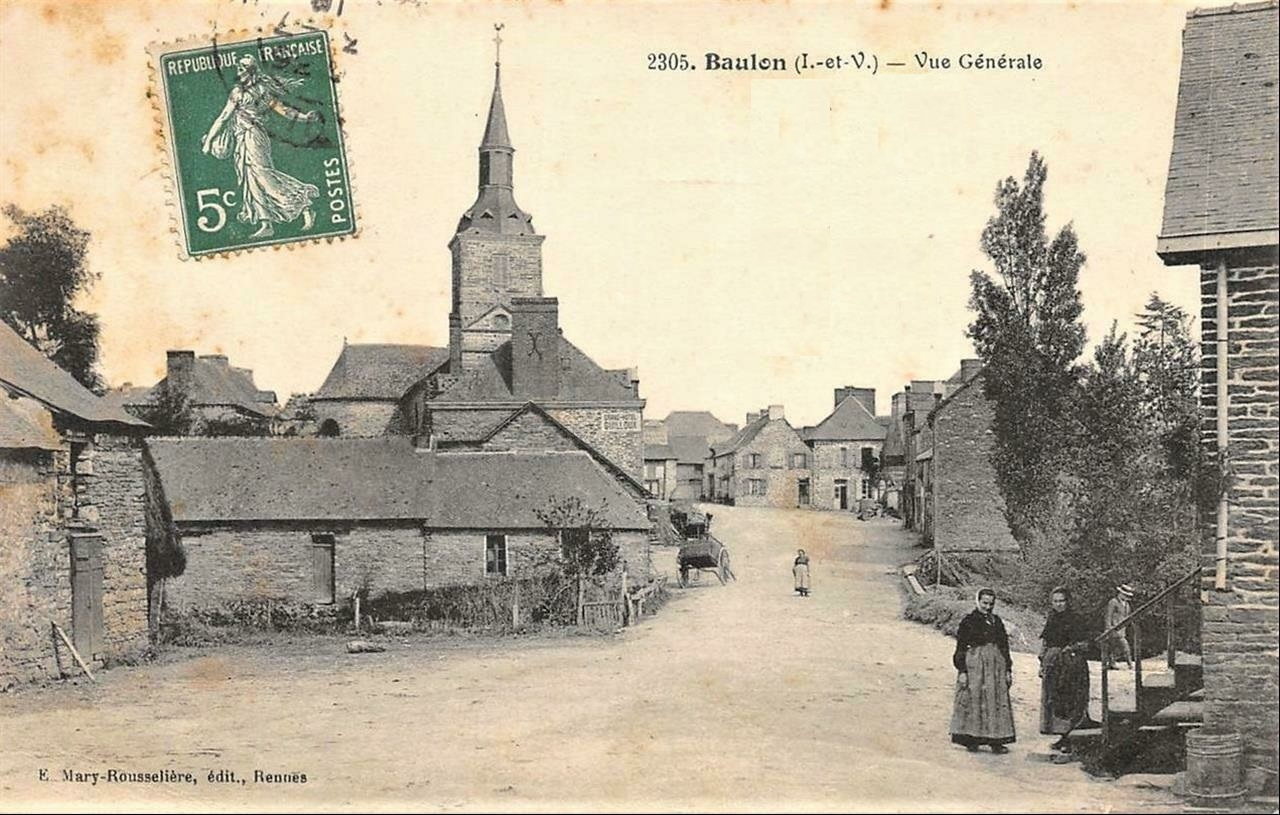
Le bourg de Baulon au début du XXe siècle (carte postale).
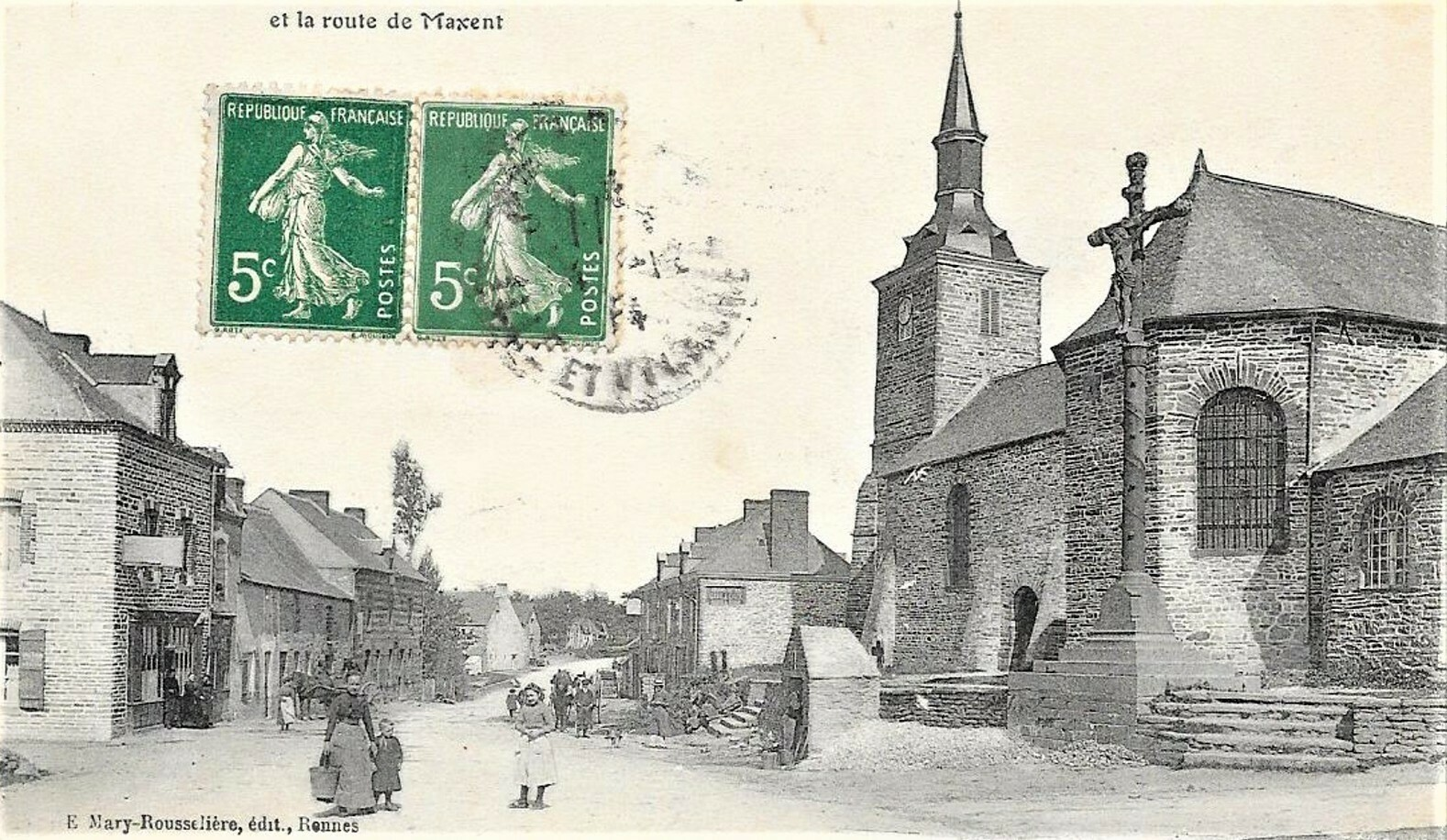
Baulon ː l'église paroissiale et la route de Maxent au début du XXe siècle (carte postale).
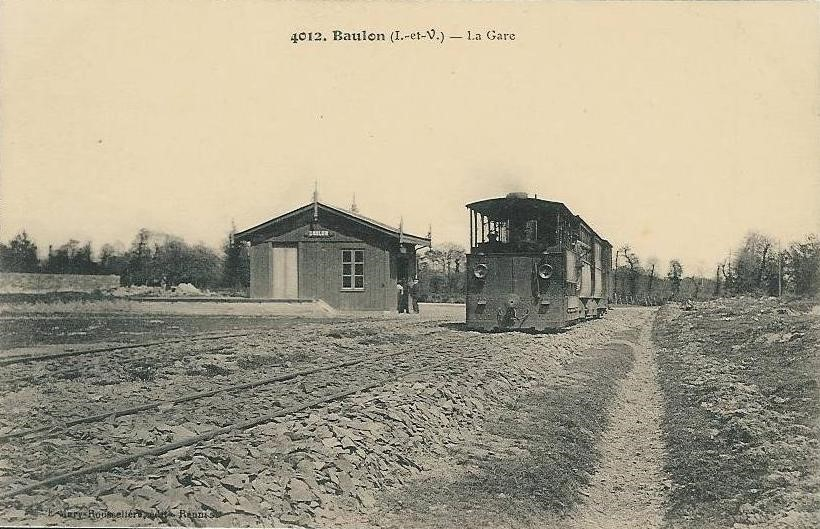
La gare de Baulon vers 1913 (carte postale).

La ligne de tramway à voie métrique exploitée par les Tramways d'Ille-et-Vilaine, allant de Bréal-sous-Montfort (où elle s'embranche sur la ligne de Rennes à Guer) à Redon via Maure et Pipriac est inaugurée en 1912 ; Baulon bénéficie alors d'une gare ; mais la ligne ferma dès 1937.

#### La Première Guerre mondiale

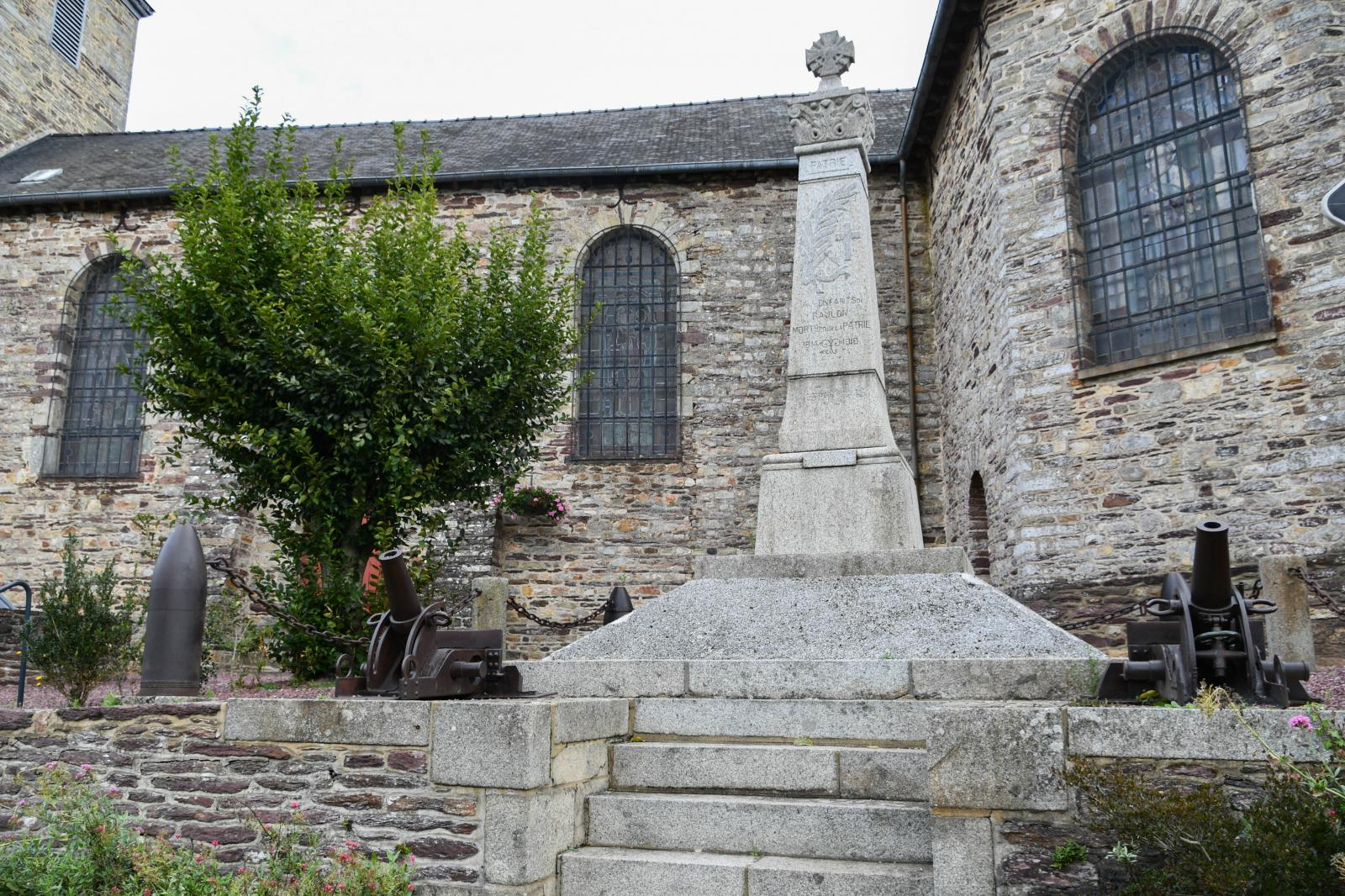
Le monument aux morts de Baulon.

Le monument aux morts de Baulon porte les noms de 84 soldats morts pour la France pendant la Première Guerre mondiale ;  parmi eux 4 sont morts en Belgique dès le 22 août 1914 (Victor Dutay et Alphonse Josse à Rossignol ; Émile Gilloux et Clair Josse à Virton) ; Henri Bertin est mort en 1917 alors qu'il était en captivité en Allemagne ; Désiré Léorel, zouave au 2e régiment de zouaves, est mort en mer le 11 mai 1918 lors du naufrage du Sant'Anna ; 2 sont morts en Grèce (Yves de Pioger le 25 juin 1917 à Florina et Alphonse Chapin le 17 novembre 1918 à Salonique) et un en Bulgarie (Auguste Collet le 25 novembre 1918) ; ces deux derniers cités sont morts tous les deux de maladie après l'armistice ; la plupart des autres sont morts sur le sol français : parmi eux 5 (Jean Gérard, Henri Graland, Alexandre Hattais, Alexandre Leroy et Aubin Salmon) ont été décorés à la fois de la Médaille militaire et de la Croix de guerre, 3 de la Médaille militaire (Auguste Baugé, Clément Desfossés et Victor Leprince) et 3 de la Croix de guerre (Auguste Lecoq, Auguste Leray, Clément Leray), reçue aussi par Auguste Collet, mort en Bulgarie.

#### L'Entre-deux-guerres

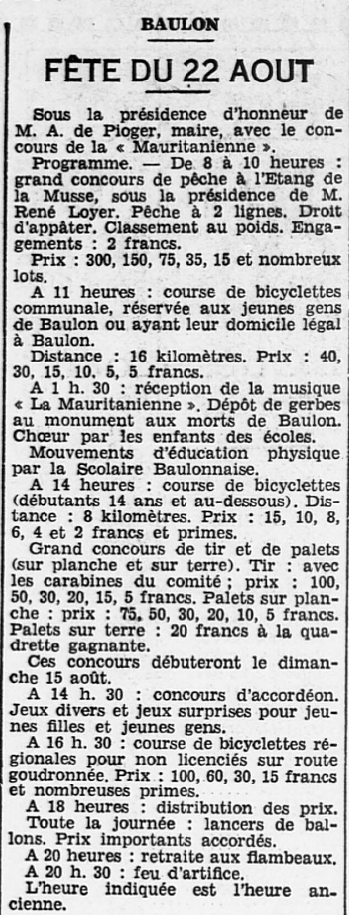
Baulon ː le programme de la fête communale du 22 août 1937 (journal L'Ouest-Éclair).

La première moto-pompe arrive à Baulon en août 1934 et est mise à la disposition des sapeurs-pompiers de la commune pour lutter contre les incendies. Elle n'était pas encore arrivée lors de l'incendie survenu le mois précédent et provoqué par le passage du tramway.
En 1937 les Baulonnais se plaignent du mauvais état des routes desservant la commune : « S'il fallait concourir pour un premier prix, il est indiscutable que Baulon serait gagnant. On fit un essai de réfection partielle il y a huit mois, mais toutes les pièces qui furent placées ont été soulevées par les voitures, de sorte que les routes ont l'aspect de voies recouvertes de cailloux volants (..). Elles sont, de plus, extrêmement dangereuses pour les piétons et les cyclistes (..) ».
Une fête communale était organisée tous les ans ; c'était déjà le cas avant la Première Guerre mondiale (par exemple en 1909) et la tradition se poursuivit pendant l'Entre-deux-guerres.
Un stand de tir, dénommé "Le Cor de chasse", est inauguré à Baulon en avril 1938 à l'initiative du directeur de l'école publique, Pontinier, en vue de la préparation militaire des jeunes hommes de la commune ; il animait aussi une société de gymnastique dénommée "La Scolaire baulonnaise".

#### La Seconde Guerre mondiale
Le monument aux morts de Baulon porte les noms de 12 personnes mortes pour la France pendant la Seconde Guerre mondiale.
La 12ème Compagnie du 3ème Bataillon F.F.I. d'Ille-et-Vilaine est constituée le 6 août 1944 sous les ordres du capitaine Jubin et installe ses quartiers au Monterfil et à Paimpont ( elle est baptisée Henri Moras, pour honorer cet homme abattu en service à l'entrée de Paimpont par un officier SS qui fuyait se cacher en forêt). Tous les groupes qui en sont membres avaient, avant cette date, déjà participé à des actions de sabotage et à des embuscades contre des convois allemands. Elle reçut comme mission le nettoyage de la présence allemande en forêt de Paimpont, en coopération avec l'armée américaine. Sur les 800 Allemands faits prisonniers en Forêt de Paimpont, environ 350 le furent par la 12e compagnie FFI et furent remis aux Américains ou convoyés au camp de prisonniers de Vezin-le-Coquet. Une photographie prise par le général Chesnais, après le décès de Jean Coudrais, montre 6 résistants de Baulon membres de la 12ème Compagnie :  Étienne Josse, Raymond Fresnel, Louis Leray, Albert Hamon et Léon Coignard.

#### L'après Seconde Guerre mondiale
Le remembrement est effectué à Baulon dans la décennie 1980.

## Économie

### Revenus de la population et fiscalité
Le revenu fiscal médian par unité de consommation était de 21 830 € en 2018.

### Emploi
En 2017, le nombre total d'actifs sur la commune de Baulon était de 1 006. Le taux de chômage était de 8% en 2017. Le bassin d'emploi de Baulon repose principalement sur les secteurs d'activités de la construction, de l'administration publique, de l'enseignement, de la santé, et de l'action sociale.

### Zone d'activité
Une zone d'activités nommée Le Guény accueille des entreprises locales, nouvelles ou en cours de développement, agissant dans l'artisanat ou le secteur tertiaire près du centre-bourg.

## Politique et administration

### Rattachements administratifs et électoraux

#### Circonscriptions de rattachement
Baulon appartient à l'arrondissement de Redon et au canton de Guichen, créé en 1790.
En ce qui concerne l'élection des députés, la commune fait partie de la quatrième circonscription d'Ille-et-Vilaine, représentée depuis juin 2022 par Mathilde Hignet (LFI-NFP).

#### Intercommunalité
De 1993 à 2014, Baulon formait avec six communes voisines la Communauté de communes du canton de Guichen (ACSOR). Cette communauté de communes fusionne en 2014 avec Maure de Bretagne communauté et les communes de Guipry, Messac, Lohéac et Saint-Malo-de-Phily pour former Vallons de Haute-Bretagne Communauté.
Baulon fait aussi partie de l'association du Pays des Vallons de Vilaine qui regroupe 2 communautés de communes : Bretagne porte de Loire Communauté (issue de la fusion des deux anciennes communautés de communes de Moyenne Vilaine et Semnon et du Pays de Grand-Fougeray) et Vallons de Haute-Bretagne Communauté.
| Élections                  | Élections                     | Circonscription électorale           | Élu de la circonscription       | Élu de la circonscription | Élu de la circonscription | Élu de la circonscription |
| Niveau                     | Type                          | Circonscription électorale           | Titre                           | Nom                       | Début de mandat           | Fin de mandat             |
| -------------------------- | ----------------------------- | ------------------------------------ | ------------------------------- | ------------------------- | ------------------------- | ------------------------- |
| Commune / Intercommunalité | Municipales et communautaires | Baulon                               | Maire                           | Christophe Véron          | 2020                      | 2026                      |
| Commune / Intercommunalité | Municipales et communautaires | Vallons de Haute-Bretagne Communauté | Président de l'intercommunalité | Thierry Beaujouan         | 2020                      | 2026                      |
| Département                | Départementales               | Canton de Guichen                    | Conseiller départemental        | Roger Morazin             | 2021                      | 2028                      |
| Département                | Départementales               | Canton de Guichen                    | Conseillère départementale      | Michèle Motel             | 2021                      | 2028                      |
| Région                     | Régionales                    | Région Bretagne                      | Président du conseil régional   | Loïg Chesnais-Girard      | 2021                      | 2028                      |
| Pays                       | Législatives                  | Quatrième circonscription            | Députée                         | Mathilde Hignet           | 2024                      | 2027                      |

#### Institutions judiciaires
Sur le plan des institutions judiciaires, la commune relève du tribunal judiciaire (qui a remplacé le tribunal d'instance et le tribunal de grande instance le 1er janvier 2020), du tribunal pour enfants, du conseil de prud'hommes, du tribunal de commerce, de la cour d'appel et du tribunal administratif de Rennes et de la cour administrative d'appel de Nantes.

### Administration municipale

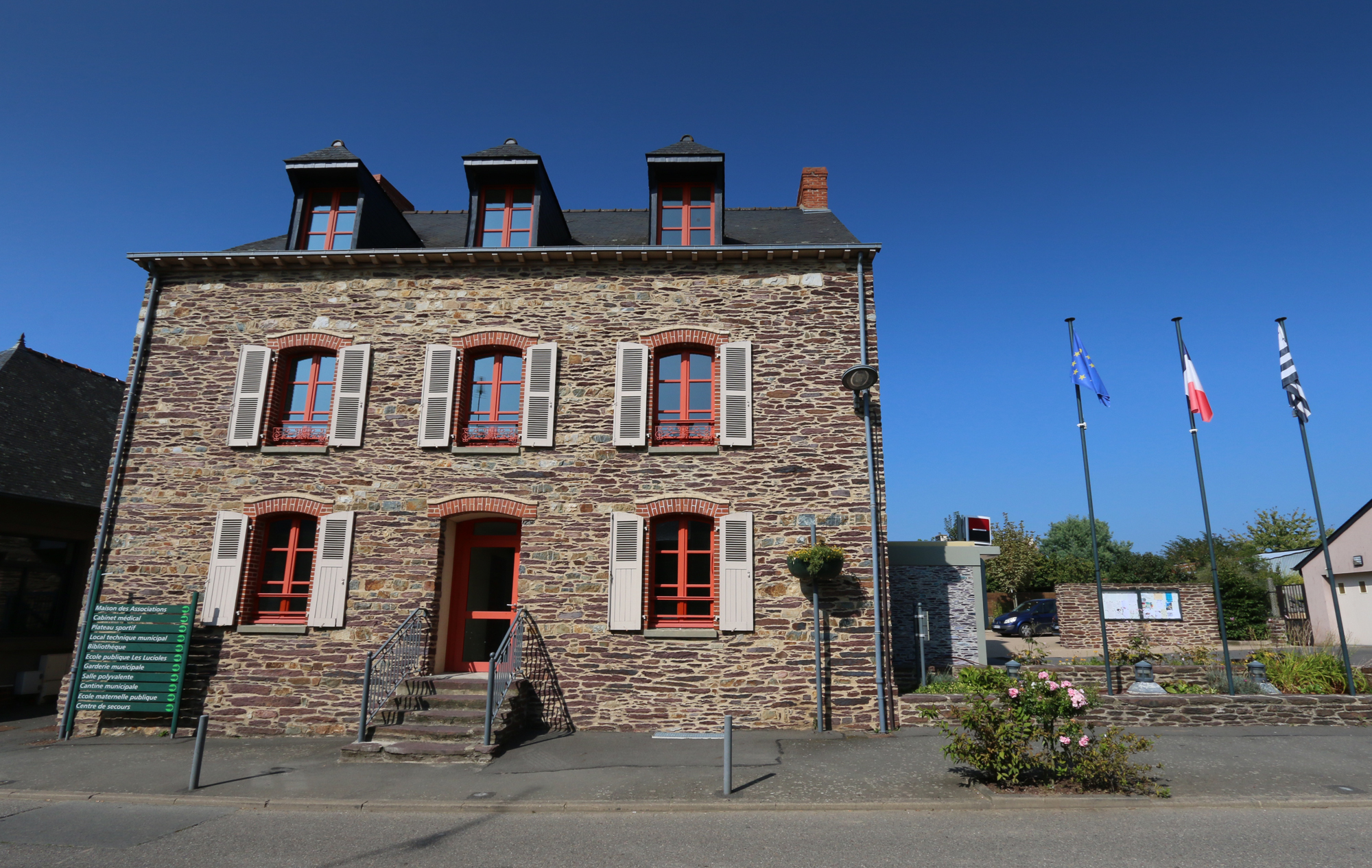
Mairie de Baulon.

#### Historique
Comme une grande majorité de communes de France, la commune de Baulon est née le 14 décembre 1789. Les députés de la Constituante instituent une élection du conseil municipal au suffrage censitaire. Le conseil municipal élit à son tour son chef pour deux ans, sous le nom de maire. Les premières élections se tiennent en février 1790 et très vite les maires apparaissent comme des acteurs essentiels dans la société politique.
Jusqu'en 2013, l'élection des conseillers municipaux se déroulait au scrutin majoritaire plurinominal à deux tours, avec panachage. Depuis, la loi du 17 mai 2013 a modifié le mode de scrutin. Elles se déroulent désormais selon un scrutin de liste à deux tours avec représentation proportionnelle : les candidats se présentent en listes complètes avec la possibilité de deux candidats supplémentaires. Lors du vote, on ne peut donc faire ni adjonction, ni suppression, ni modification de l'ordre de présentation des listes.

#### Conseil municipal actuel
Le nombre d'habitants au dernier recensement étant compris entre 1 500 et 2 499, le nombre de membres du conseil municipal est de 19.
Le siège de l'administration municipale, la mairie, est située 1 rue Neuve.

#### Exécutif municipal
Christophe Véron a été élu maire de Baulon lors de la séance d'installation le 3 juillet 2020. Séverine Grimault, tête de liste de Baulon avec passion et raison n'a pas postulé.
| Candidats      | Candidats        | Parti          | 1er tour |
| Candidats      | Candidats        | Parti          | Voix     |
| -------------- | ---------------- | -------------- | -------- |
|                | Christophe Véron | SE             | 15       |
|                |                  |                |          |
| Inscrits       | Inscrits         | Inscrits       | 19       |
| Votants        | Votants          | Votants        | 19       |
| Blancs et nuls | Blancs et nuls   | Blancs et nuls | 4        |
| Exprimés       | Exprimés         | Exprimés       | 15       |

### Tendances politiques et résultats
Longtemps terre démocrate-chrétienne, Baulon a progressivement basculé, comme le département d'Ille-et-Vilaine et la région Bretagne, vers la gauche au cours de ces dernières années. Les élections présidentielles françaises de 2007 en sont l'une des principales illustrations, tout comme celle de l'élection de Jean-Yves Le Drian, premier président socialiste de la Bretagne en 2004.
Aux élections municipales, les candidats sont généralement sans étiquette politique.

#### Élections municipales
Élections municipales de 2014
Les élections municipales ont lieu les 23 et 30 mars 2014 à Baulon.
La loi du 17 mai 2013 a modifié le mode de scrutin. Pour la première fois, elles se déroulent selon un scrutin de liste à deux tours avec représentation proportionnelle : les candidats se présentent en listes complètes avec la possibilité de deux candidats supplémentaires. Lors du vote, on ne peut donc faire ni adjonction, ni suppression, ni modification de l'ordre de présentation des listes.
Ces élections municipales se déroulent dans un contexte de division, la coalition au pouvoir depuis 2008 menée par le maire Jean-Paul Riu se fracture pour ce scrutin.
La première liste est conduite par Jean-Paul Riu, maire depuis 2008 apparenté Divers Gauche, tandis que la seconde est dirigée par Stéphane David apparenté Divers Droite, Adjoint au Maire depuis 2008. Ce dernier est soutenu par Isabelle Paquet, Première Adjointe au Maire depuis 2008.
Finalement, le Maire sortant Jean-Paul Riu l'emporte avec 57,93 % des voix au premier tour et obtient 15 sièges au conseil municipal, alors que son ancien Adjoint, Stéphane David arrive deuxième en obtenant 42,07 % des voix et 4 sièges.
| Tête de liste                            | Tête de liste  | Liste | Premier tour | Premier tour | Sièges | Sièges |
| Tête de liste                            | Tête de liste  | Liste | Voix         | %            | CM     | CC     |
| ---------------------------------------- | -------------- | ----- | ------------ | ------------ | ------ | ------ |
|                                          | Jean-Paul Riu  | DVG   | 559          | 57,92 %      | 15     | 2      |
| Ensemble construisons l'avenir de Baulon |                |       | 559          | 57,92 %      | 15     | 2      |
|                                          | Stéphane David | DVD   | 406          | 42,07 %      | 4      | 0      |
| Dynamiques pour Baulon                   |                |       | 406          | 42,07 %      | 4      | 0      |

Élections municipales de 2020
Les élections municipales françaises de 2020 à Baulon visent à procéder au renouvellement du conseil municipal et du conseil communautaire.Le premier tour a lieu le 15 mars 2020. Le second tour, initialement prévu le 22 mars suivant, est d'abord reporté sine die en raison de la pandémie de Covid-19, puis fixé au 28 juin 2020.
Trois listes s'affrontent à Baulon pour ces élections municipales. Les listes sont conduites par Jean-Paul Riu, Maire depuis 2008 apparenté divers gauche, Séverine Grimault apparentée divers droite, Adjointe au Maire depuis 2014 et Isabelle Paquet apparentée sans étiquette, conseillère municipale depuis 2008 et ancienne Première Adjointe au Maire entre 2008 et 2014
Au premier tour, la liste de Séverine Grimault obtient 40,05 % des voix, celle d'Isabelle Paquet 36,17 % des voix et celle du maire sortant Jean-Paul Riu 23,77 %.
Isabelle Paquet décède quatre jours après être arrivée en seconde position du premier tour. Christophe Véron, l'un de ses colistiers, est alors désigné pour être élu maire à sa place si sa liste l'emporte.
Au second tour, le maire sortant Jean-Paul Riu se retire et apporte son soutien à la liste menée par Christophe Véron. La liste reprise et menée par ce dernier arrive en tête du second tour et obtient 55,28% des voix tandis que la liste de Séverine Grimault termine en deuxième position avec 44,72% des voix.
Christophe Véron est élu Maire de Baulon le 3 juillet 2020 par un vote du nouveau conseil municipal.
| Tête de liste                   | Tête de liste            | Liste                    | Premier tour | Premier tour | Second tour | Second tour | Sièges | Sièges |  |
| Tête de liste                   | Tête de liste            | Liste                    | Voix         | %            | Voix        | %           | CM     | VHBC   |  |
| ------------------------------- | ------------------------ | ------------------------ | ------------ | ------------ | ----------- | ----------- | ------ | ------ |  |
|                                 | Christophe Véron         | SE                       | 289          | 36,17        | 424         | 55,28       | 15     | 2      |  |
| Vivons Baulon !                 |                          |                          | 289          | 36,17        | 424         | 55,28       | 15     | 2      |  |
|                                 | Séverine Grimault        | DVD                      | 320          | 40,05        | 343         | 44,71       | 4      | 1      |  |
| Baulon avec passion et raison ! |                          |                          | 320          | 40,05        | 343         | 44,71       | 4      | 1      |  |
|                                 | Jean-Paul Riu            | DVG                      | 190          | 23,77        |             |             |        |        |  |
| Baulon un avenir commun         |                          |                          | 190          | 23,77        |             |             |        |        |  |
|                                 |                          |                          |              |              |             |             |        |        |  |
| Votes valides                   | Votes valides            | Votes valides            | 799          | 95,23        | 767         | 97,46       |        |        |  |
| Votes blancs                    | Votes blancs             | Votes blancs             | 15           | 0,99         | 7           | 0,46        |        |        |  |
| Votes nuls                      | Votes nuls               | Votes nuls               | 25           | 1,64         | 13          | 0,85        |        |        |  |
| Total                           | Total                    | Total                    | 839          | 100,00       | 787         | 100,00      | 19     | 3      |  |
| Abstention                      | Abstention               | Abstention               | 683          | 44,88        | 742         | 48,53       |        |        |  |
| Inscrits / participation        | Inscrits / participation | Inscrits / participation | 1 522        | 55,12        | 1 529       | 51,47       |        |        |  |

### Jumelages
Baulon est membre du comité de jumelage du canton de Guichen et est jumelée avec quatre villes d'autres pays :
- Villafranca de los Barros (Espagne) depuis 1990
- Skerries (Irlande) depuis 1990
- Milevsko (Tchéquie) depuis 1990
- Śrem (Pologne) depuis 1990

## Population et société

### Démographie

#### Évolution démographique
L'évolution du nombre d'habitants est connue à travers les recensements de la population effectués dans la commune depuis 1793. Pour les communes de moins de 10 000 habitants, une enquête de recensement portant sur toute la population est réalisée tous les cinq ans, les populations de référence des années intermédiaires étant quant à elles estimées par interpolation ou extrapolation. Pour la commune, le premier recensement exhaustif entrant dans le cadre du nouveau dispositif a été réalisé en 2008.

En 2022, la commune comptait 2 208 habitants, en évolution de +3,18 % par rapport à 2016 (Ille-et-Vilaine : +5,46 %, France hors Mayotte : +2,11 %).
| 1793  | 1800  | 1806  | 1821  | 1831  | 1836  | 1841  | 1846  | 1851  |
| ----- | ----- | ----- | ----- | ----- | ----- | ----- | ----- | ----- |
| 1 368 | 1 478 | 1 304 | 1 386 | 1 416 | 1 475 | 1 421 | 1 489 | 1 512 |

| 1856  | 1861  | 1866  | 1872  | 1876  | 1881  | 1886  | 1891  | 1896  |
| ----- | ----- | ----- | ----- | ----- | ----- | ----- | ----- | ----- |
| 1 536 | 1 525 | 1 543 | 1 547 | 1 554 | 1 613 | 1 674 | 1 737 | 1 778 |

| 1901  | 1906  | 1911  | 1921  | 1926  | 1931  | 1936  | 1946  | 1954  |
| ----- | ----- | ----- | ----- | ----- | ----- | ----- | ----- | ----- |
| 1 659 | 1 628 | 1 567 | 1 401 | 1 357 | 1 345 | 1 290 | 1 189 | 1 072 |

| 1962  | 1968 | 1975 | 1982 | 1990  | 1999  | 2006  | 2008  | 2013  |
| ----- | ---- | ---- | ---- | ----- | ----- | ----- | ----- | ----- |
| 1 033 | 893  | 867  | 907  | 1 132 | 1 324 | 1 785 | 1 902 | 2 094 |

| 2018  | 2022  | - | - | - | - | - | - | - |
| ----- | ----- | - | - | - | - | - | - | - |
| 2 179 | 2 208 | - | - | - | - | - | - | - |

#### Pyramide des âges
En 2018, le taux de personnes d'un âge inférieur à 30 ans s'élève à 39,6 %, soit au-dessus de la moyenne départementale (38,2 %). À l'inverse, le taux de personnes d'âge supérieur à 60 ans est de 17,5 % la même année, alors qu'il est de 23,3 % au niveau départemental.
En 2018, la commune comptait 1 116 hommes pour 1 063 femmes, soit un taux de 51,22 % d'hommes, largement supérieur au taux départemental (48,82 %).
Les pyramides des âges de la commune et du département s'établissent comme suit.
| Hommes | Classe d’âge | Femmes |
| ------ | ------------ | ------ |
| 0,2    | 90 ou +      | 0,4    |
| 3,9    | 75-89 ans    | 5,1    |
| 12,6   | 60-74 ans    | 12,9   |
| 21,1   | 45-59 ans    | 19,3   |
| 22,9   | 30-44 ans    | 22,7   |
| 16,1   | 15-29 ans    | 16,0   |
| 23,2   | 0-14 ans     | 23,7   |

| Hommes | Classe d’âge | Femmes |
| ------ | ------------ | ------ |
| 0,7    | 90 ou +      | 1,8    |
| 6,3    | 75-89 ans    | 8,7    |
| 14,5   | 60-74 ans    | 15,6   |
| 19,6   | 45-59 ans    | 18,8   |
| 19,5   | 30-44 ans    | 18,7   |
| 20,2   | 15-29 ans    | 19     |
| 19,1   | 0-14 ans     | 17,4   |

## Lieux et monuments

### Monuments
- L'église Saint-Tugdual : reconstruite de 1831 à 1849 par l'architecte Jean-François Pointeau ; les vitraux datent de 1882 ; elle est en forme de croix latine avec un clocher-porche[76].

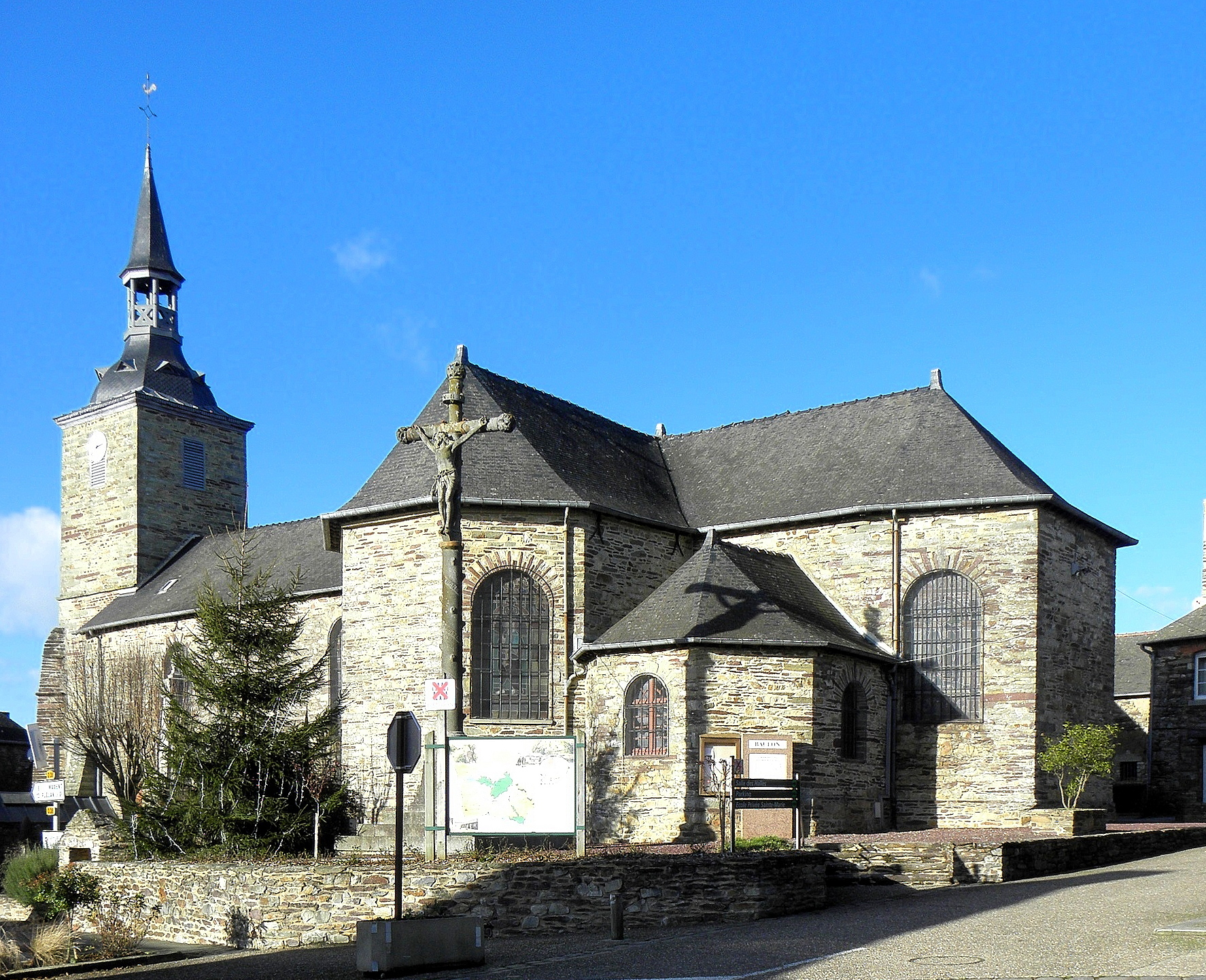
L'église Saint-Tugdual.
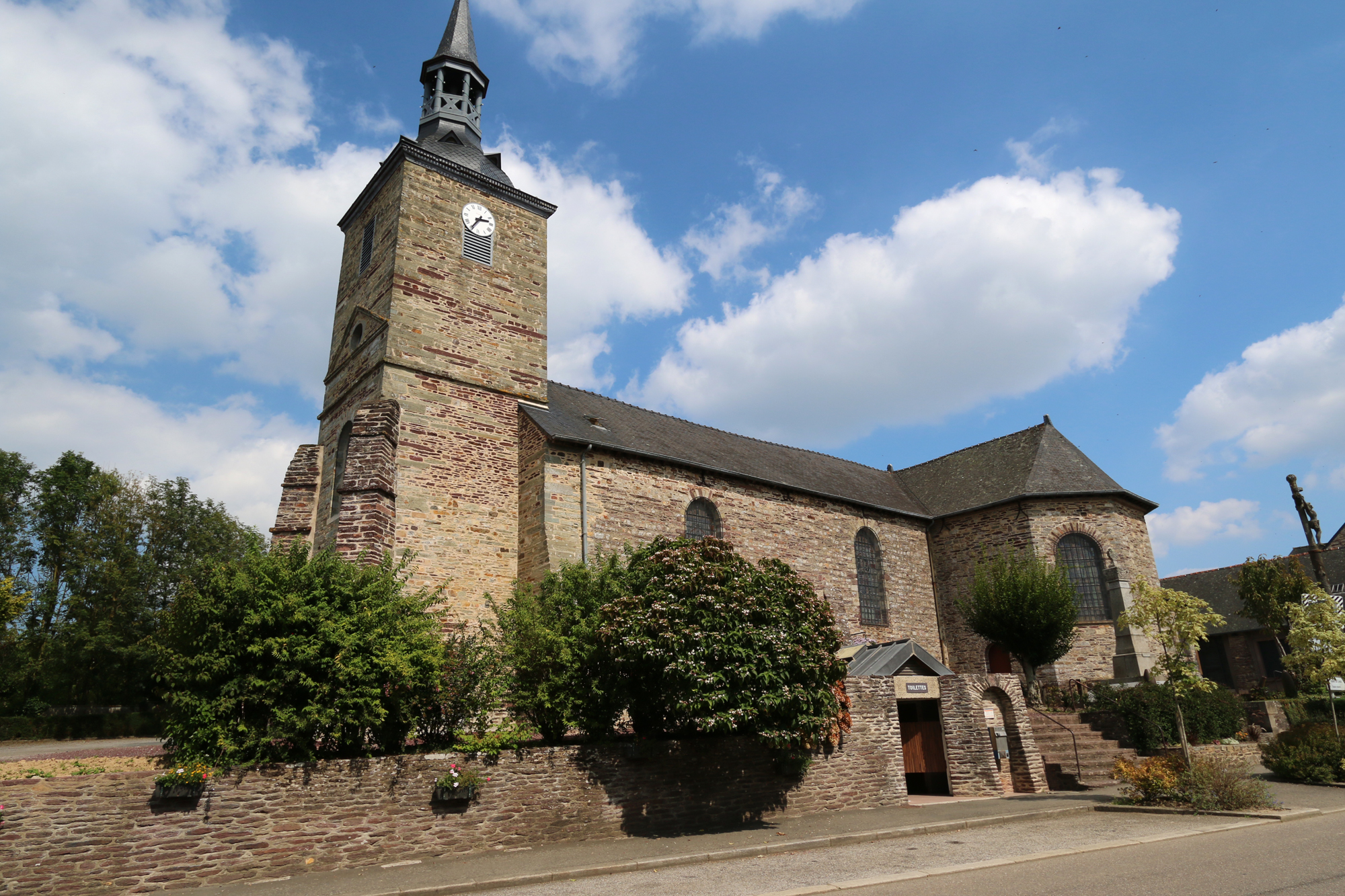
L'église Saint-Tugdual.
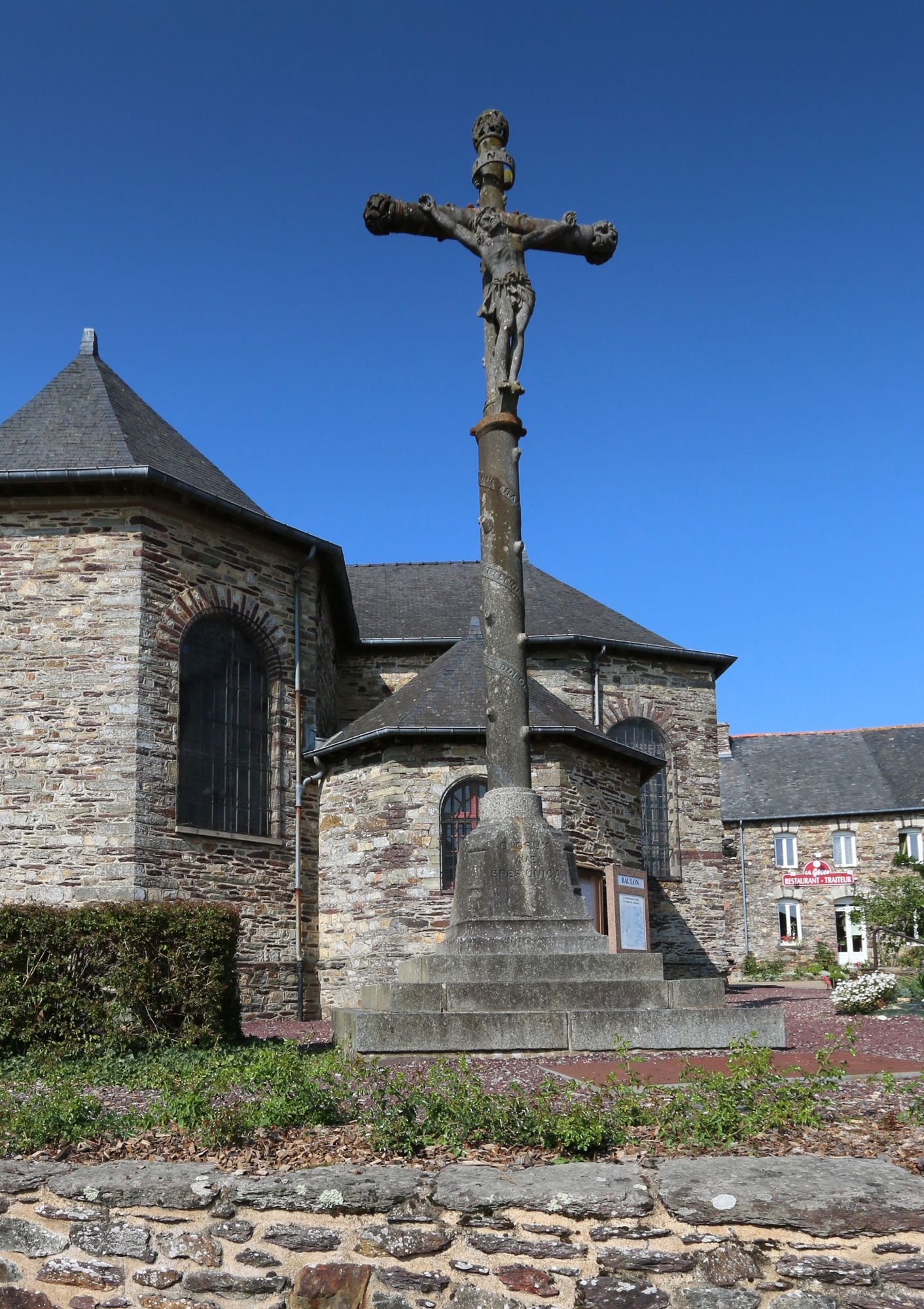
La croix et l'église Saint-Tugdual.

- Le château de la Petite Musse : construit à partir du XVe siècle[77].
- Le château de la Grande Musse, construit dans la seconde moitié du XIXe siècle: ancienne résidence de la famille Le Levreur[78].

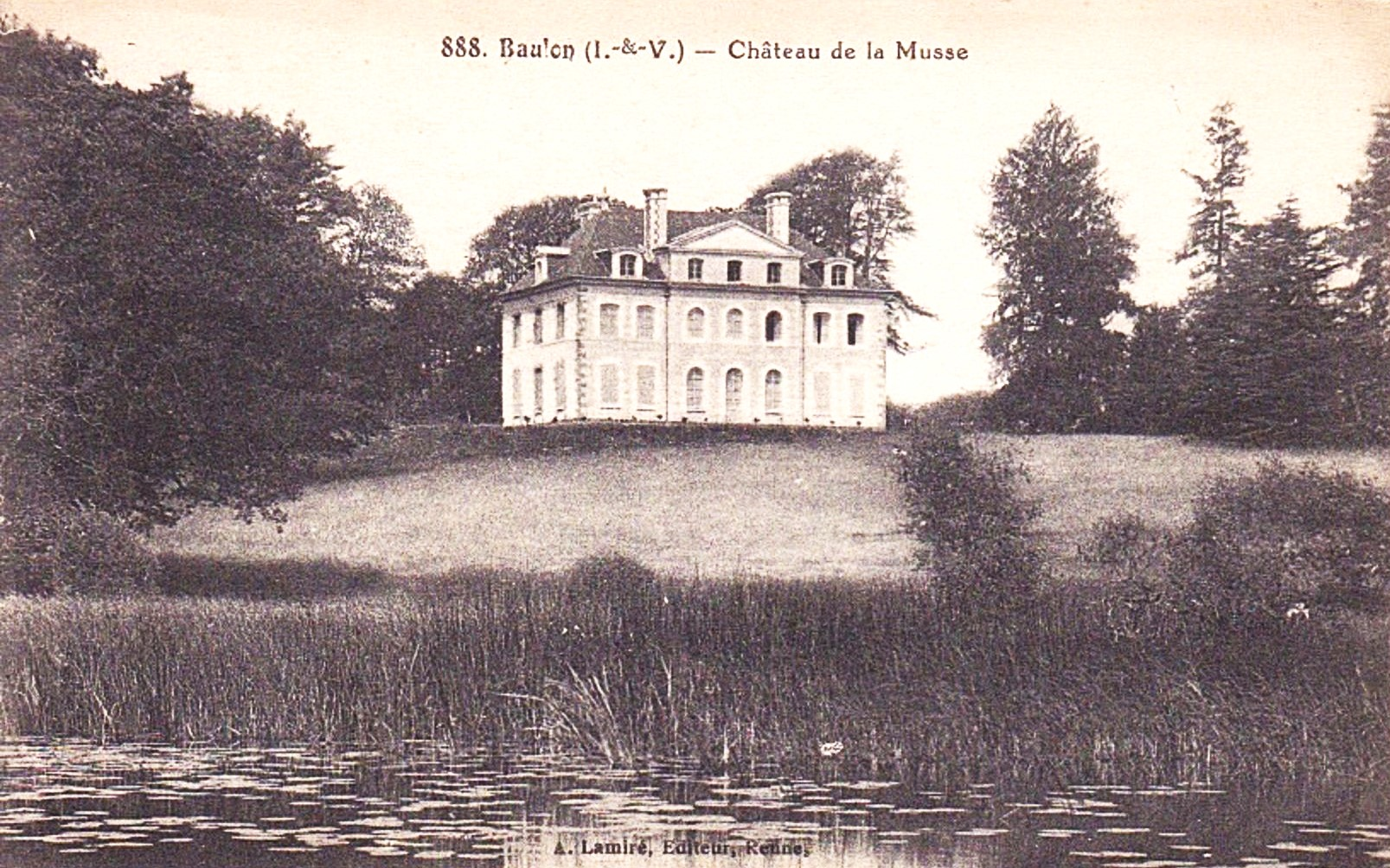
Le château de la Musse au début du XXe siècle (carte postale).

- Le manoir du Chãtellier (construit en 1553)[79].
- Le manoir de la Chaise (XVIIIe siècle)[80] et sa chapelle[81].
- La halle de Baulon : elle date du XVIIe siècle ou du XVIIIe siècle[82]

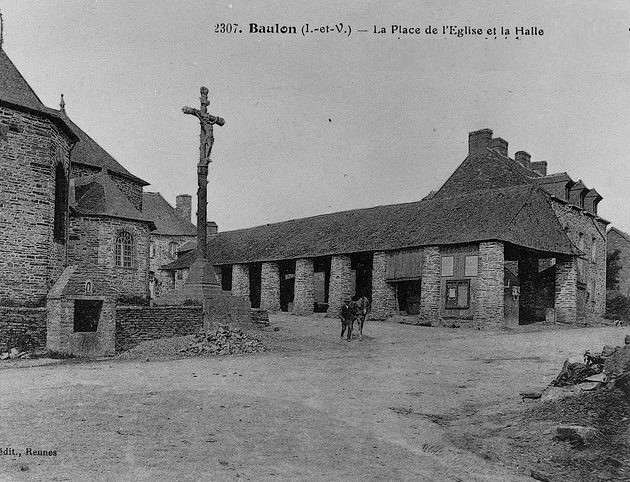
La Place de l'Église et la Halle au début du XXe siècle (carte postale).

- La maison de la Geôle : construite au XVIe siècle, elle abritait la cour de justice et la prison de la seigneurie de la Musse.
- Le moulin à eau, du Pont-au-Prieur : construit au XIXe siècle.

### Sites naturels
- La vallée du Canut, site Natura 2000[83].
- La forêt de la Musse, vaste de 256 hectares, comprend des futaies et des zones humides[84].
- Étang de la Musse (35 hectares), exemple d'étang oligo-mésotrophe en Ille-et-Vilaine[85].
- Étang de Bélouze (18 hectares)[86].

## Personnalités liées à la commune
- Eon de Baulon, seigneur de Baulon, compagnon de Bertrand Du Guesclin, mort sur le champ de bataille en 1378.
- Pierre Brullon, seigneur de la Muce, président du Parlement de Bretagne, chevalier des ordres du roi, introducteur des ambassadeurs, mort le 24 janvier 1594.
- Édouard Ganche (Baulon, 1880 - Lyon, 1945). Il fut le biographe et musicographe de Frédéric Chopin et écrivit aussi la biographie de son père, Auguste Ganche (1850-1893), médecin de campagne à Baulon à la fin du XIXe siècle[41].
- René Chesnais (1922-2014), général de corps aérien et maire de Baulon (1977 à 1989)

## Héraldique
| Blason de la famille Baulon | Blason de la famille Baulon. "De vair au sautoir de gueules." |

| Blason de la famille Brullon | Blason de la famille Brullon. "D'argent au griffon de sable." |

| Blason de la famille Grignart de Champsavoy. | Blason de la famille Grignart de Champsavoy. "De sable à la croix d'argent cantonnée de 4 croissants montants." |